# 142562 Graetz
142562 Graetz este un asteroid din centura principală de asteroizi.

## Descriere
142562 Graetz este un asteroid din centura principală de asteroizi. A fost descoperit pe 10 octombrie 2002 la Trebur de Mike Kretlow. Asteroidul prezintă o orbită caracterizată de o semiaxă mare de 2,57 ua, o excentricitate de 0,06 și o înclinație de 5,9° în raport cu ecliptica.